# Insenatura SCAR
L'insenatura SCAR (in inglese SCAR Inlet) è un'area nella piattaforma glaciale Larsen, poco a nord ovest della penisola Jason, nella costa di Oscar II, che prende il nome dal Comitato Scientifico per la Ricerca in Antartide (in inglese Scientific Committee on Antarctic Research, SCAR). I confini dell'insenatura sono delineati da punta Tashtego e da punta Chapman.
Nell'insenatura si gettano diversi ghiacciai, tra cui il  Flask, il Leppard, lo Starbuck e lo Stubb.

## Storia
La regione fu scoperta nel 1902 da Otto Nordenskjöld, comandante della spedizione antartica svedese generalmente denominata "spedizione Nordenskjöld-Larsen", 1901-04, che le diede il nome di "Baia di Scott". Tale nome però non trovò molta fortuna, forse a causa del fatto che un gran numero di luoghi era già stato rinominato in onore del Capitano Robert Falcon Scott. Il nome attuale fu dato all'area nel 1963 dal Comitato britannico per i toponimi antartici (in inglese: United Kingdom Antarctic Place-Names Committee - UK-APC) in onore del Comitato scientifico per la ricerca in Antartide, organo del Consiglio internazionale delle Unioni Scientifiche, come riconoscimento per il ruolo avuto da questa organizzazione nel far progredire la ricerca scientifica in Antartide.
Attualmente fa parte della rimanenza della piattaforma glaciale Larsen B che si è disgregata nel 2002.